# Maerua Mall
Die Maerua Mall mit dem ursprünglichen Maerua Park sowie dem geplanten Einkaufszentrum Maerua Crossing in Windhoek bilden derzeit (Stand Oktober 2016) das zweitgrößte Einkaufszentrum Namibias. Es ist in Besitz der Oryx Properties Limited. Der Marktwert des Einkaufszentrums und der dazugehörigen Bürogebäude wurden 2017 auf mehr als N$ 1,2 Milliarden geschätzt.
Etwa sechs Millionen Personen pro Jahr besuchen das Einkaufszentrum.

## Aufbau
Der Maerua-Komplex besteht aus folgenden Bereichen:
- Der Maerua Park, einem in dem Einkaufszentrum befindlichen Bürokomplex, bildet den ursprünglichen Teil des Maerua-Komplex.
- Die Maerua Mall als Einkaufszentrum verfügt über eine Nutzfläche von 40.000 m²[7] und hat 122 Geschäfte.[1] Die Maerua Mall wurde 2001 eröffnet. Eine Verdopplung der Verkaufsfläche wurde 2006 durch eine Erweiterung (Phase II) erreicht. Im Mai 2012 wurde mit der Ausbauphase III begonnen und im April 2014 abgeschlossen. Diese schließt unter anderem 577 neue Parkplätze, eine erweiterte Einkaufsfläche von 5500 Quadratmeter mit dem neuen Hauptmieter Woolworths sowie einen Bürokomplex mit acht Stockwerken ein. Die Kosten werden mit N$ 300 Millionen beziffert.[8] Die Phase III wurde im April 2014 abgeschlossen. Diese wurde vom namibischen Präsidenten Hifikepunye Pohamba am 23. April 2014 eröffnet. Zu den größten Mietern zählen Checkers, Truworths, Stuttafords, Mr Price, Virgin Active und Ster Kinekor.[7] 2017 wurde die Mall erneut saniert und durch ein Indoor-Sportangebot erweitert.[9] 2017 kam ein Family Entertainment Centre hinzu.
- Das Maerua Lifestyle Centre liegt gegenüber dem Einkaufszentrum. Hauptmieter ist der Maerua Superspar.

Das in der Planung befindliche Einkaufszentrum Maerua Crossing sollte ursprünglich 2013 fertiggestellt werden und etwa 220 Millionen Namibia-Dollar kosten. Der Bau hat bis 2024 noch nicht begonnen. Stattdessem wird das Einkaufszentrum seit April 2024 an der Nordseite für 50 Millionen Namibia-Dollar erweitert.